# Grady Diangana
Grady George Diangana, född 19 april 1998 i Lubumbashi, är en kongolesisk fotbollsspelare som spelar för West Bromwich Albion.

## Karriär
Den 8 augusti 2019 lånades Diangana ut till West Bromwich Albion på ett låneavtal över säsongen 2019/2020. Den 4 september 2020 blev det en permanent övergång till West Bromwich Albion för Diangana som skrev på ett femårskontrakt med klubben.